# Österfärnebo landskommun
Österfärnebo landskommun var en tidigare kommun i Gävleborgs län. Centralort var Österfärnebo och kommunkod 1952-1970 var 2107.

## Administrativ historik
Österfärnebo landskommun (från början Öster-Fernebo landskommun, därefter Östra Fernebo landskommun) inrättades den 1 januari 1863 i Österfärnebo socken i Gästrikland  när 1862 års kommunalförordningar trädde i kraft. 
Kommunen påverkades inte av kommunreformen 1952.
Den 1 januari 1956 överfördes från kommunen och församlingen ett obebott område vid Färnebofjärden omfattande en areal av 9,43 km², varav 4,30 km² land, till Nora landskommun och församling i Västmanlands län.
Den 1 januari 1971 blev Österfärnebo del av den nya Sandvikens kommun.

### Kyrklig tillhörighet
I kyrkligt hänseende tillhörde kommunen Österfärnebo församling.

## Kommunvapnet
Blasonering: I fält av silver ett rött sakramentsskåp med dörrbeslag av guld mellan två åttauddiga röda stjärnor.
Detta vapen fastställdes av Kungl. Maj:t den 14 maj 1965. Se artikeln om Sandvikens kommunvapen för mer information.

## Geografi
Österfärnebo landskommun omfattade den 1 januari 1952 en areal av 357,70 km², varav 312,10 km² land. Efter nymätningar och arealberäkningar färdiga den 1 januari 1958 omfattade landskommunen den 1 januari 1961 en areal av 351,88 km², varav 311,30 km² land.

### Tätorter i kommunen 1960
| Tätort       | Folkmängd |
| ------------ | --------- |
| Österfärnebo | 524       |
| Gysinge      | 314       |

Tätortsgraden i kommunen var den 1 november 1960 36,4 procent.

## Politik

### Mandatfördelning i valen 1938-1966
| 8 | 3 | 7 | 5 | 2 |

| 24 |

| 10 | 8 | 6 |  |

| 25 |

| 3 | 7 | 8 | 6 |  |

| 25 |

|  | 9 | 8 | 6 |  |

| 25 |

|  | 9 | 7 | 5 | 3 |

| 23 |

|  | 9 | 9 | 3 | 3 |

| 23 |

| 11 | 9 | 4 |  |

| 22 |

| 9 | 10 | 4 | 2 |

| 21 | 4 |

### Fotnoter
1. 1 2   ( PDF) Folkräkningen den 1 november 1960, I, Folkmängd inom kommuner och församlingar efter kön, ålder, civilstånd m.m.. Stockholm: Statistiska centralbyrån. 1961. sid. 53 & 203. Arkiverad från originalet den 15 juli 2015. https://www.webcitation.org/6a1zkRbkC?url=http://www.scb.se/Grupp/Hitta_statistik/Historisk_statistik/_Dokument/SOS/Folkrakningen_1960_01.pdf. Läst 16 november 2017 Arkiverad 14 oktober 2013 hämtat från the Wayback Machine.
2. ↑  Per Andersson: Sveriges kommunindelning 1863-1993, Draking, Mjölby 1993, ISBN 91-87784-05-X, s. 87
3. ↑  ”Svenska Heraldiska Föreningens vapendatabas”. Arkiverad från originalet den 18 oktober 2012. https://web.archive.org/web/20121018011750/http://databas.heraldik.se/index.php. Läst 17 januari 2011.
4. ↑   (PDF) Folkräkningen den 31 december 1950, I, Areal och folkmängd inom särskilda förvaltningsområden m.m., Tätorter. Stockholm: Statistiska centralbyrån. 1952-05-19. sid. 104. Arkiverad från originalet den 1 oktober 2014. https://www.webcitation.org/6T09ZkyrB?url=http://www.scb.se/Grupp/Hitta_statistik/Historisk_statistik/_Dokument/SOS/Folkrakningen_1950_1.pdf. Läst 9 oktober 2014 Arkiverad 29 oktober 2013 hämtat från the Wayback Machine.
5. ↑   ( PDF) Folkräkningen den 1 november 1960, II, Folkmängd inom tätorter efter kön, ålder och civilstånd.. Stockholm: Statistiska centralbyrån. 1961. sid. 26. Arkiverad från originalet den 29 juni 2015. https://www.webcitation.org/6ZeEB9Ija?url=http://www.scb.se/Grupp/Hitta_statistik/Historisk_statistik/_Dokument/SOS/Folkrakningen_1960_02.pdf. Läst 16 november 2017 Arkiverad 24 september 2015 hämtat från the Wayback Machine.